# 托賓稅
托賓稅（英語：Tobin tax，或译为杜宾税），由經濟學者詹姆士·托賓於1972年提出的財稅措施，主張針對現貨外匯交易，徵收全球統一的稅額，其目的在於減少因投機性買賣而造成市場的動盪。
詹姆士·托賓認為如果全球採用這套稅制，將可以減少外匯市場因為投機買賣而造成的波動，穩定全球市場。而徵稅所得，可以作為全球性的收入重分配，投入低度發展國家，增進他們的經濟發展。